# Šaľa
Šaľa (in ungherese Vágsellye, in tedesco Schelle) è una città della Slovacchia, capoluogo del distretto omonimo, nella regione di Nitra.